# Scabrantenna yooi
Scabrantenna yooi is een eenoogkreeftjessoort uit de familie van de Aegisthidae. De wetenschappelijke naam van de soort is voor het eerst geldig gepubliceerd in 2000 door Lee W. & Huys.